# Wiedeńskie Towarzystwo Psychoanalityczne
Wiedeńskie Towarzystwo Psychoanalityczne (niem. Wiener Psychoanalytische Vereinigung) – towarzystwo naukowe zajmujące się psychoanalizą, założone w Wiedniu 15 kwietnia 1908 roku. Zapoczątkowane zostało spotkaniami nieformalnego Środowego Towarzystwa Psychologicznego.

## Przewodniczący
- 1908–1911 Alfred Adler
- 1911–1938 Sigmund Freud
- 1946–1949 August Aichhorn
- 1949–1957 Alfred Winterstein
- 1957–1972 Wilhelm Solms-Rödelheim
- 1972–1974 Alois Becker
- 1974–1979 Harald Leupold-Löwenthal
- 1979–1980 Wilhelm Solms-Rödelheim
- 1980–1982 Harald Leupold-Löwenthal
- 1982–1984 Peter Schuster
- 1984–1993 Wolfgang Berner
- 1993–1998 Wilhelm Burian
- 1998–2000 Krista Placheta
- 2000–2004 Sylvia Zwettler-Otte
- 2005–2008 Christine Diercks
- od 2009 Elisabeth Skale